# Adixoana
Adixoana é um gênero de traça pertencente à família Brachodidae.